# Mysmenopsis huascar
Mysmenopsis huascar is een spinnensoort in de taxonomische indeling van de Mysmenidae.
Het dier behoort tot het geslacht Mysmenopsis. De wetenschappelijke naam van de soort werd voor het eerst geldig gepubliceerd in 1990 door L. Baert.